# Adam Baldwin
Adam Baldwin (født 27. februar 1962) er en amerikansk skuespiller. Han medvirkede i Full Metal Jacket (1987) som Animal Mother, samt i tv-serien Firefly og filmfortsættelsen Serenity i rollen som Jayne Cobb. Hans øvrige roller inkluderer Stillman i Ordinary People (1980), oberst John Casey i Chuck og Mike Slattery i The Last Ship.
Baldwin bliver nogle gange krediteret for at have skabt hashtagget #GamerGate i slutningen af august 2014, ved a tskrive det på Twitter sammen med et par videoer som en del af en bredere kritik af Zoe Quinn og Nathan Grayson.
Han er ikke i familie med Baldwinbrødrene (Alec, Daniel, William og Stephen).

## Filmografi

### Film
| År   | Titel                                         | Rolle                         | Notes           |
| ---- | --------------------------------------------- | ----------------------------- | --------------- |
| 1980 | My Bodyguard                                  | Ricky Linderman               |                 |
| 1980 | Ordinary People                               | Kevin Stillman                |                 |
| 1983 | D.C. Cab                                      | Albert Hockenberry            |                 |
| 1984 | Reckless                                      | Randy Daniels                 |                 |
| 1986 | 3:15                                          | Jeff Hannah                   |                 |
| 1986 | Bad Guys                                      | Skip Jackson                  |                 |
| 1987 | Full Metal Jacket                             | Sergeant 'Animal Mother'      |                 |
| 1987 | Hadley's Rebellion                            | 'Bobo' McKenzie               |                 |
| 1988 | Cohen and Tate                                | Tate                          |                 |
| 1988 | The Chocolate War                             | Carter                        |                 |
| 1989 | Next of Kin                                   | Joey Rosselini                |                 |
| 1990 | Predator 2                                    | Agent Adam Garber             |                 |
| 1991 | Guilty by Suspicion                           | FBI Agent #1                  |                 |
| 1992 | Where the Day Takes You                       | Officer Black                 |                 |
| 1992 | Radio Flyer                                   | The King                      |                 |
| 1993 | Eight Hundred Leagues Down the Amazon         | Koja                          |                 |
| 1993 | Treacherous                                   | Tommy Wright                  |                 |
| 1993 | Bitter Harvest                                | Bobby                         |                 |
| 1994 | Cold Sweat                                    | Mitch                         |                 |
| 1994 | Wyatt Earp                                    | Tom McLaury                   |                 |
| 1995 | Digital Man                                   | Captain West                  |                 |
| 1995 | How to Make an American Quilt                 | Finn's Father                 |                 |
| 1996 | Independence Day                              | Major Mitchell                |                 |
| 1996 | Lover's Knot                                  | John Reed                     |                 |
| 1997 | Starquest II                                  | Lee                           |                 |
| 1998 | Gargantua                                     | Marine Biologist              |                 |
| 2000 | The Patriot                                   | Captain Wilkins, British Army |                 |
| 2000 | The Right Temptation                          | Captain Wagner                |                 |
| 2001 | Pursuit of Happiness                          | Chad Harmon                   |                 |
| 2001 | Above & Beyond                                | Peter Clerkin                 |                 |
| 2001 | Jackpot                                       | Mel James                     |                 |
| 2001 | Farewell, My Love                             | Jimmy                         |                 |
| 2001 | Double Bang                                   | Vinnie Krailes                |                 |
| 2002 | The Keyman                                    | Chris Myers / Keyman          |                 |
| 2003 | Betrayal                                      | Detective Mark Winston        |                 |
| 2003 | Control Factor                                | Lance Bishop                  |                 |
| 2004 | The Freediver                                 | Dr. Viades                    |                 |
| 2004 | Evil Eyes                                     | Jeff Stenn                    |                 |
| 2005 | Serenity                                      | Jayne Cobb                    |                 |
| 2006 | The Thirst                                    | Lenny                         |                 |
| 2007 | Superman: Doomsday                            | Superman (stemme)             | Direct-to-video |
| 2008 | Gospel Hill                                   | Carl Herrod                   |                 |
| 2008 | Drillbit Taylor                               | Disgruntled Bodyguard         |                 |
| 2009 | Little Fish, Strange Pond aka. Frenemy        | Tommy                         |                 |
| 2010 | Browncoats: Redemption                        | Phone Operator                | Uncredited      |
| 2011 | InSight                                       | Dr. Graham Barrett            |                 |
| 2012 | War of the Worlds: Goliath                    | Wilson (stemme)               |                 |
| 2015 | Vault of the Macabre II                       | Fortæller (stemme)            | Short film      |
| 2017 | Vault of the Macabre: The House Upon the Hill | Fortæller (stemme)            | Short film      |
| 2019 | The Kid                                       | Bob Olinger                   |                 |
| 2019 | The Legend of 5 Mile Cave                     | Sam Barnes                    |                 |
| 2021 | American Underdog: The Kurt Warner Story      | Terry Allen                   | I produktion    |

### Tv
| År           | Titel                             | Rolle                                                             | Notes                                                | Ref. |
| ------------ | --------------------------------- | ----------------------------------------------------------------- | ---------------------------------------------------- | ---- |
| 1984         | Pigs vs. Freaks                   | Mickey South                                                      | Tv-film                                              |      |
| 1985         | Special Treat                     | Otto Frommer                                                      | Episode: "Out of Time"                               |      |
| 1985         | Poison Ivy                        | Ike Dimick                                                        | Tv-film                                              |      |
| 1986         | Welcome Home, Bobby               | Cleary Biggs                                                      | Tv-film                                              |      |
| 1991         | Murder in High Places             |                                                                   | TV movie                                             |      |
| 1992         | Cruel Doubt                       | Det. John Taylor                                                  | TV movie                                             |      |
| 1992         | Deadbolt                          | Alec Danz                                                         | TV movie                                             |      |
| 1993         | The Last Shot                     | Mark Tullis Jr.                                                   | TV short                                             |      |
| 1994         | Blind Justice                     | Sgt. Hastings                                                     | TV movie                                             |      |
| 1995         | Fallen Angels                     | Ralph                                                             | Episode: "Good Housekeeping"                         |      |
| 1995         | VR.5                              | Scott Cooper                                                      | Episode: "Pilot"                                     |      |
| 1995         | Trade-Off                         | Thomas Hughes                                                     | TV movie                                             |      |
| 1995         | Sawbones                          | Burt Miller                                                       | TV movie                                             |      |
| 1995         | Shadow-Ops                        | Dalt                                                              | TV movie                                             |      |
| 1996         | Smoke Jumpers                     | Don Mackey                                                        | TV movie                                             |      |
| 1996–1997    | The Cape                          | Col. Jack Riles                                                   | Main role                                            |      |
| 1996–1997    | The Pinocchio Shop                | Ronnie Howser                                                     | Series regular Seasons 2–3 52 episodes               |      |
| 1997         | The Visitor                       | Michael O'Ryan                                                    | 4 episodes                                           |      |
| 1997-1999    | Firehawks                         | Morgan Dalton (voice)                                             | 26 episodes                                          |      |
| 1998         | From the Earth to the Moon        | Fred Haise                                                        | Episode: "For Miles and Miles"                       |      |
| 1998         | Gargantua                         | Jack Ellway                                                       | TV movie                                             |      |
| 1998         | Indiscreet                        | Jeremy Butler                                                     | TV movie                                             |      |
| 1998         | The Outer Limits                  | Major James Bowen                                                 | Episode: "Phobos Rising"                             |      |
| 2000         | Recess                            | B.O.E. Agent #2 (voice)                                           | Episode: "All the Principal's Men"                   |      |
| 2000         | Dr. Jekyll and Mr. Hyde           | Dr. Jekyll / Mr. Hyde                                             | Tv-film                                              |      |
| 2000         | Static Shock                      | York (voice)                                                      | Episode: "Aftershock"                                |      |
| 2000–2005    | Jackie Chan Adventures            | Finn / Various (stemme)                                           | Main role                                            |      |
| 2001         | Static Shock                      | York (stemme)                                                     | Episode: "Junior"                                    |      |
| 2001         | The Zeta Project                  | Swen (voice)                                                      | Episode: "Crime Waves"                               |      |
| 2001–2002    | The X-Files                       | Knowle Rohrer                                                     | 5 episodes                                           |      |
| 2002         | Hyper Sonic                       | Christopher Bannon                                                | Video                                                |      |
| 2002–03      | Firefly                           | Jayne Cobb                                                        | Hovedrolle                                           |      |
| 2003         | Control Factor                    | Lance Bishop                                                      | Tv-film                                              |      |
| 2003         | CSI: Miami                        | De Soto                                                           | Episode: "Dead Woman Walking"                        |      |
| 2003         | Gacy                              | John Gacy Sr.                                                     | Video                                                |      |
| 2003         | Monster Makers                    | Jay Forrest                                                       | Tv-film                                              |      |
| 2004         | JAG                               | Cmdr. Michael Rainer                                              | Episode: "Good Intentions"                           |      |
| 2004         | Stargate SG-1                     | Col. Dave Dixon                                                   | Episode: "Heroes: Part 1", "Heroes: Part 2"          |      |
| 2004         | NCIS                              | Cmdr. Michael Rainer                                              | Episode: "The Weak Link"                             |      |
| 2004         | Angel                             | Marcus Hamilton                                                   | 5 episoder                                           |      |
| 2005         | Molly & Roni's Dance Party        | School Principal                                                  | Video                                                |      |
| 2005         | Justice League Unlimited          | Hal Jordan / Green Lantern / Jonah Hex / Rick Flag / Bonk (voice) | 3 episoder                                           |      |
| 2005         | The Inside                        | Special Agent Danny Love                                          | Hovedrolle                                           |      |
| 2005         | The Poseidon Adventure            | Sea Marshal Mike Rogo                                             | Tv-film                                              |      |
| 2006         | Talk to Me                        |                                                                   | TV series                                            |      |
| 2006         | Bones                             | Special Agent Jamie Kenton                                        | Episode: "Two Bodies in the Lab"                     |      |
| 2006         | Invader Zim                       | Various (stemme)                                                  | Episode: "The Frycook What Came from All That Space" |      |
| 2006–2008    | Day Break                         | Chad Shelton                                                      | Main role                                            |      |
| 2007         | Sands of Oblivion                 | Jesse Carter                                                      | TV movie                                             |      |
| 2007–2012    | Chuck                             | John Casey                                                        | Main role                                            |      |
| 2008         | CSI: NY                           | DHS Agent Brett Dunbar                                            | Episode: "Hostage"                                   |      |
| 2008         | Chuck Versus the Webisodes        | John Casey                                                        | 5 episodes                                           |      |
| 2011         | Love Bites                        | Hotel Dick                                                        | Episode: "Modern Plagues"                            |      |
| 2011–2012    | Transformers: Prime               | Breakdown (stemme)                                                |                                                      |      |
| 2012, 2015   | Castle                            | Detective Ethan Slaughter                                         | 2 Episoder: "Headhunter", "Cool Boys"                |      |
| 2012         | Young Justice                     | Parasite (voice)                                                  | Episode: "Performance"                               |      |
| 2012         | Leverage                          | Colonel Michael Vance                                             | Episodes: "The Very Big Bird Job", "The Rundown Job" |      |
| 2012         | Law & Order: Special Victims Unit | Captain Steven Harris                                             | Season 14; 3 episoder                                |      |
| 2013         | Beware the Batman                 | Rex Mason / Metamorpho (stemme)                                   | 3 episode                                            |      |
| 2014–2018    | The Last Ship                     | Commander/Captain Mike Slattery, USN                              | Hovedrolle                                           |      |
| 2015         | Hulk and the Agents of S.M.A.S.H. | Vance Astro (stemme)                                              |                                                      |      |
| 2015         | Guardians of the Galaxy           | Vance Astro (stemme)                                              |                                                      |      |
| 2019–present | GunnyTime                         | Himself / Host                                                    |                                                      |      |

### Computerspil
| År   | Titel                    | Rolle                      | Notes |
| ---- | ------------------------ | -------------------------- | ----- |
| 2003 | Kill.switch              | Archer                     |       |
| 2007 | Halo 3                   | Marines                    |       |
| 2007 | Half-Life 2: Episode Two | Citizens                   |       |
| 2009 | Halo 3: ODST             | Dutch                      |       |
| 2010 | Mass Effect 2            | Kal'Reegar                 |       |
| 2011 | DC Universe Online       | Superman                   |       |
| 2013 | Injustice: Gods Among Us | Hal Jordan / Green Lantern |       |
| 2015 | Code Name: S.T.E.A.M.    | Henry Fleming              |       |
| 2015 | Infinite Crisis          | Hal Jordan / Green Lantern | [ 3 ] |
| 2015 | Firefly Online           | Jayne Cobb                 |       |